# Dean Cain
Dean Cain, född 31 juli 1966 i Mount Clemens, Michigan, är en amerikansk skådespelare. Han är främst känd som Stålmannen i TV-serien Lois & Clark. 

## Filmografi
| År   | Titel                                                   | Roll                        | Noteringar                                                            |
| ---- | ------------------------------------------------------- | --------------------------- | --------------------------------------------------------------------- |
| 1976 | Elmer                                                   | Dean Russell                |                                                                       |
| 1979 | Charlie and the Talking Buzzard                         | Joe                         |                                                                       |
| 1984 | The Stone Boy                                           | Eugene Hillerman            |                                                                       |
| 1990 | Write to Kill                                           | Parking Valet               |                                                                       |
| 1990 | Going Under                                             | Guy in Bar                  |                                                                       |
| 1992 | Miracle Beach                                           | Volleyball Player #1        |                                                                       |
| 1997 | Eating Las Vegas                                        | Frank                       |                                                                       |
| 1997 | Best Men                                                | Sergeant Buzz Thomas        |                                                                       |
| 2000 | The Broken Hearts Club: A Romantic Comedy               | Cole                        |                                                                       |
| 2000 | No Alibi                                                | Bob Valenz                  |                                                                       |
| 2000 | Flight of Fancy                                         | Clay Bennett                |                                                                       |
| 2000 | Militia                                                 | Ethan Carter                |                                                                       |
| 2000 | For the Cause (a.k.a. Final Encounter)                  | Gen. Murran                 |                                                                       |
| 2001 | Phase IV                                                | Simon Tate                  |                                                                       |
| 2001 | Firetrap                                                | Jack/Max Hooper             | Producerade även                                                      |
| 2001 | Rat Race                                                | Shawn Kent                  |                                                                       |
| 2001 | A Christmas Adventure From a Book Called Wisely's Tales | Donner                      | Röst                                                                  |
| 2002 | New Alcatraz (Boa)                                      | Dr. Robert Trenton          |                                                                       |
| 2002 | Dark Descent                                            | Will Murdack                |                                                                       |
| 2003 | Dragon Fighter                                          | Capt. David Carver          | Producerade även                                                      |
| 2003 | Gentle Ben 2: Danger on the Mountain                    | Jack Wedloe                 |                                                                       |
| 2003 | Breakaway                                               | Morgan                      | Co-stars med Erika Eleniak och Eric Roberts                           |
| 2003 | Out of Time                                             | Chris Harrison              |                                                                       |
| 2003 | Grandpa's Place                                         | Special Appearance          | Short                                                                 |
| 2004 | Post Impact                                             | Sergeant/Captain Tom Parker |                                                                       |
| 2004 | Lost                                                    | Jeremy Stanton              |                                                                       |
| 2005 | Truth                                                   | Peter                       |                                                                       |
| 2005 | Bailey's Billion$                                       | Theodore Maxwell            |                                                                       |
| 2005 | Wrinkles                                                |                             |                                                                       |
| 2006 | Max Havoc: Ring of Fire                                 | Roger Tarso                 |                                                                       |
| 2006 | September Dawn                                          | Joseph Smith                |                                                                       |
| 2007 | Urban Decay                                             | Stan                        |                                                                       |
| 2008 | Ace of Hearts                                           | Daniel Harding              |                                                                       |
| 2008 | $5 a Day                                                | Rick Carlson                |                                                                       |
| 2009 | Aussie and Ted's Great Adventure                        | Michael Brooks              |                                                                       |
| 2009 | Maneater                                                | Harry                       |                                                                       |
| 2010 | Circle of Pain                                          | Wyatt                       |                                                                       |
| 2010 | Arctic Predator (Frost Giant)                           | JC                          | Film                                                                  |
| 2010 | Abandoned                                               | Kevin Peterson              |                                                                       |
| 2010 | Hole in One                                             | Repo Man                    |                                                                       |
| 2010 | Kill Katie Malone                                       | Robert                      |                                                                       |
| 2010 | Pure Country 2: The Gift                                | Music Video Director        | Also Writer; Gold Award Theatrical Feature Film (Shared w/ producers) |
| 2010 | A Nanny for Christmas                                   | Danny Donner                |                                                                       |
| 2010 | Subject: I Love You                                     | James Trapp                 |                                                                       |
| 2010 | Bed & Breakfast                                         | Jake                        |                                                                       |
| 2011 | 5 Days of War                                           | Chris Bailot                |                                                                       |
| 2011 | Home Run Showdown                                       | Rico Deluca                 |                                                                       |
| 2011 | Dirty Little Trick                                      | Michael                     |                                                                       |
| 2011 | The Fallen                                              | Cole                        |                                                                       |
| 2011 | Latin Quarter                                           | Appolinaire                 |                                                                       |
| 2011 | Vacation                                                | Bryce                       |                                                                       |
| 2011 | The Sandy Creek Girls                                   | Jared                       |                                                                       |
| 2012 | Meant to Be                                             | Mike                        |                                                                       |
| 2012 | Operation Cupcake                                       | Griff Carson                |                                                                       |
| 2013 | Heaven's Door                                           | Leo                         |                                                                       |
| 2013 | Man Camp                                                | Luke                        |                                                                       |
| 2013 | Defending Santa                                         | Sheriff Scott Hanson        |                                                                       |
| 2014 | At the Top of the Pyramid                               | Jefferson Parker            |                                                                       |
| 2014 | The Dog Who Saved Easter                                | Ted Stein                   |                                                                       |
| 2014 | God's Not Dead                                          | Mark                        |                                                                       |
| 2014 | The Appearing                                           | Dr. Shaw                    |                                                                       |
| 2014 | Airplane vs. Volcano                                    | Rick Pierce                 |                                                                       |
| 2014 | A Belle For Christmas                                   | Glenn Barrows               |                                                                       |
| 2014 | Small Town Santa                                        | Sheriff Rick Langston       | Originaltitel "Holiday Miracle"                                       |
| 2014 | Mind's Eye                                              | Mark Willis                 | Completed                                                             |
| 2014 | A Horse for Summer                                      | Kent Walsh                  | Completed                                                             |
| 2014 | A Dog for Christmas                                     | Earl                        | Completed                                                             |
| 2014 | Horse Camp                                              | Luke                        | Post-production                                                       |
| 2015 | Deadly Sanctuary                                        | Roy Hollingsworth           | Pre-production                                                        |
| 2015 | Vendetta                                                | Mason Danvers               |                                                                       |

| År           | Titel                                                | Roll                   | Noteringar                                                     |
| ------------ | ---------------------------------------------------- | ---------------------- | -------------------------------------------------------------- |
| 1989         | Christine Cromwell: Things That Go Bump in the Night |                        |                                                                |
| 1992         | A Different World                                    | Eddie                  |                                                                |
| 1992         | Grapevine                                            | Brian                  |                                                                |
| 1992         | Beverly Hills, 90210                                 | Rick                   | 4 avsnitt                                                      |
| 1993         | Touchdown: Football Goes to the Movies               | Himself — Host         |                                                                |
| 1993–1997    | Lois & Clark: The New Adventures of Superman         | Clark Kent/Superman    | 87 avsnitt Writer - 2 avsnitt                                  |
| 1995         | Off Camera with Dean Cain                            | Himself — Host         | TV-serie / Värd/ Producerade och regisserade även              |
| 1996         | Cutty Whitman                                        | Clark Kent             | Uncredited                                                     |
| 1997         | Rag and Bone                                         | Tony Moran             | Producerade även                                               |
| 1998         | Dogboys                                              | Julian Taylor          |                                                                |
| 1998         | Futuresport                                          | Tremaine 'Tre' Ramzey  |                                                                |
| 1999–2003    | Ripley's Believe It or Not!                          | Himself — Host         | TV-Serie/Värd/Producerade även                                 |
| 2000         | The Runaway                                          | Sheriff Frank Richards |                                                                |
| 2001         | Just Shoot Me!                                       | Chris Williams         |                                                                |
| 2002         | Gentle Ben                                           | Jack Wedloe            |                                                                |
| 2002         | The Glow                                             | Matt Lawrence          |                                                                |
| 2002         | Christmas Rush                                       | Lt. Cornelius Morgan   |                                                                |
| 2002         | Frasier                                              | Rick                   |                                                                |
| 2003         | Gentle Ben 2: Danger on the Mountain                 | Jack Wedloe            |                                                                |
| 2003–2004    | The Division                                         | Insp. Jack Ellis       | 8 avsnitt                                                      |
| 2004         | I Do (But I Don't)                                   | Nick Corina            |                                                                |
| 2004         | The Perfect Husband: The Laci Peterson Story         | Scott Peterson         |                                                                |
| 2004-2005    | Clubhouse                                            | Conrad Dean            | 11 avsnitt                                                     |
| 2005         | Mayday                                               | Cmdr. James Slan       |                                                                |
| 2005         | Law & Order: Special Victims Unit                    | Dr. Mike Jergens       |                                                                |
| 2005         | Hope & Faith                                         | Larry Walker           | 4 avsnitt                                                      |
| 2005-2006    | Las Vegas                                            | Casey Manning          | 9 avsnitt                                                      |
| 2006         | 10.5: Apocalypse                                     | Brad                   |                                                                |
| 2006         | Dead and Deader                                      | Lt. Bobby Quinn        |                                                                |
| 2006         | A Christmas Wedding                                  | Tucker                 |                                                                |
| 2007         | Hidden Camera                                        | Dan Kovacs             |                                                                |
| 2007         | Crossroads: A Story of Forgiveness                   | Bruce Murakami         |                                                                |
| 2007         | Final Approach                                       | Jack Bender            |                                                                |
| 2007         | Smallville                                           | Dr. Curtis Knox        |                                                                |
| 2007         | CSI: Miami                                           | Roger Partney          |                                                                |
| 2008         | Making Mr. Right                                     | Eddie                  |                                                                |
| 2009         | The Gambler, the Girl and the Gunslinger             | Shea McCall            |                                                                |
| 2009         | The Dog Who Saved Christmas                          | Ted Stein              |                                                                |
| 2009         | The Three Gifts                                      | Jack Green             |                                                                |
| 2010         | Frost Giant                                          | JC                     |                                                                |
| 2010         | The Way Home                                         | Randy Simpkins         | Nominerad – Movieguide Awards Most Inspiring Television Acting |
| 2010         | The Dog Who Saved Christmas Vacation                 | Ted Stein              |                                                                |
| 2011         | A Mile in His Shoes                                  | Arthur 'Murph' Murphy  | TV-film                                                        |
| 2011         | The Dog Who Saved Halloween                          | Ted Stein              | TV-film                                                        |
| 2011         | The Case for Christmas                               | Michael Sherman        | TV-film                                                        |
| 2011         | Burn Notice                                          | Ryan Pewterbaugh       |                                                                |
| 2012         | Criminal Minds                                       | Curtis Banks           |                                                                |
| 2012         | Don't Trust the B---- in Apartment 23                | Sig själv              |                                                                |
| 2012         | Stars Earn Stripes                                   | Himself                | 5 avsnitt                                                      |
| 2012         | The Dog Who Saved the Holidays                       | Ted Stein              | TV-film                                                        |
| 2012         | The Choice                                           | Himself                |                                                                |
| 2012         | Bloopers                                             | Himself                |                                                                |
| 2013-present | Hit the Floor                                        | Pete Davenport         | Main Cast                                                      |
| 2013         | Texas Takedown: The Real Men in Black                | Narrator               |                                                                |

| År   | Titel          | Roll  | Noteringar |
| ---- | -------------- | ----- | ---------- |
| 2002 | Grandia Xtreme | Evann | Röst       |